# 邁氏突吻鱈
邁氏突吻鱈，為輻鰭魚綱鱈形目鼠尾鱈科的其中一種，分布於東南太平洋加拉巴哥群島海域，屬深海底棲性魚類，深度可達457公尺，體長可達30公分，棲息在底層水域，生活習性不明。

## 扩展阅读
維基物種上的相關：邁氏突吻鱈